# Histoire merveilleuse
Cet article court présente un sujet plus développé dans : Les Charlots.
Histoire merveilleuse - (Histoire merveilleuse) selon la graphie de la pochette - est une chanson paillarde  du groupe français Les Charlots, paroles de Gérard Rinaldi, musique de Gérard Filippelli et Jean Sarrus, sortie en 1977.
Elle donne son nom à l'album studio paru la même année. Elle a notamment été reprise sur la compilation Les Charlots interdits parue en 2000.